# 한나라

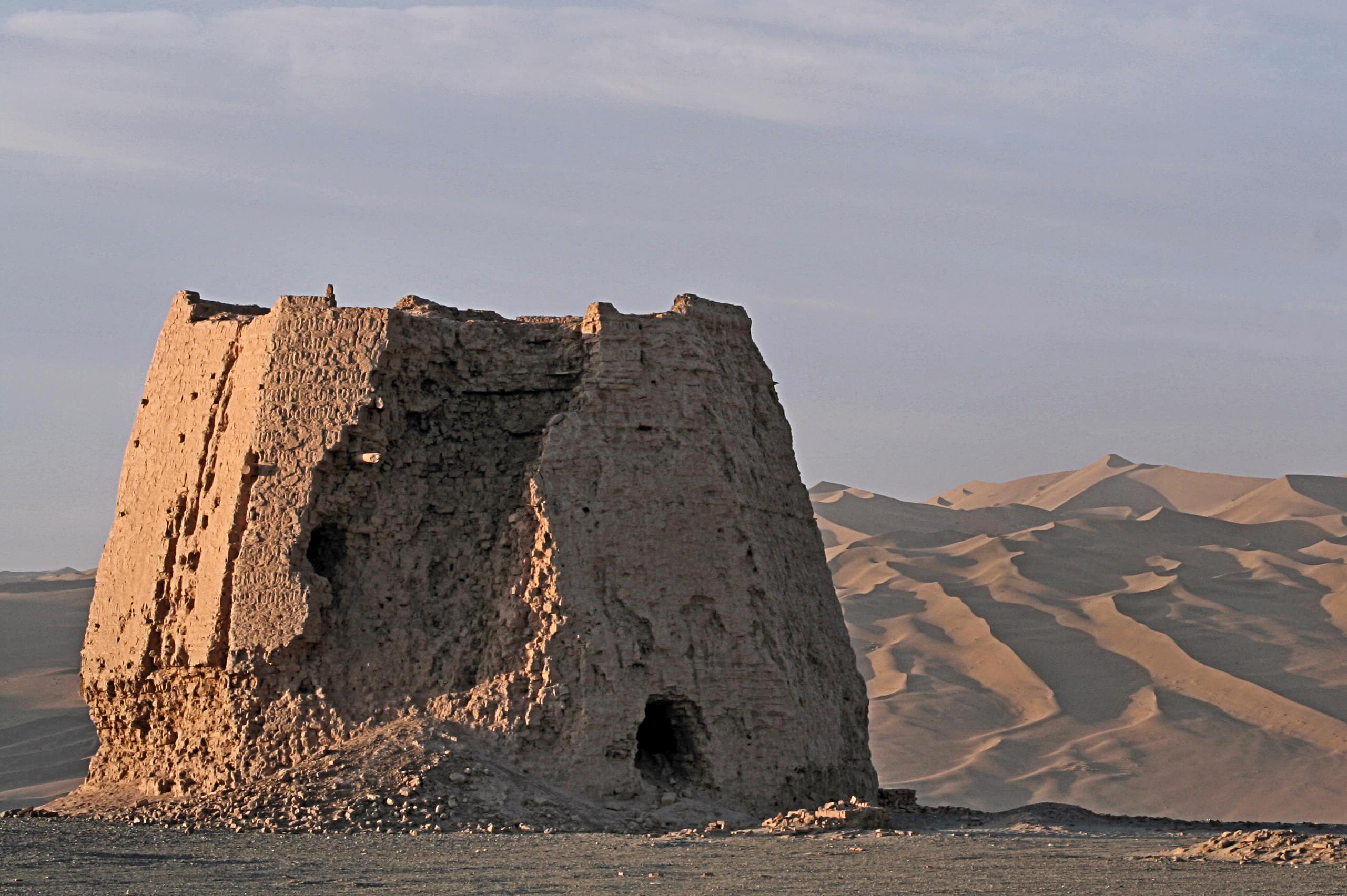

한(漢, 기원전 202년 ~ 기원후 220년)은 진 이후의 중국의 통일 왕조이며, 한나라는 이후 삼국으로 갈라졌다(220년 ~ 280년). 한 왕조는 고조 유방(劉邦)이 건국하였다. 한나라는 섭정이었던 왕망이 세운 신에 의해 잠시 맥이 끊겼었다. 이 시기에 한나라는 전한(서한, 기원전 202년 ~ 8년)과 후한(동한, 25년 ~ 220년)으로 나뉜다. 약 400년 지속하였으며, 중국의 역사상 가장 강대했던 시기 중의 하나이고, 오늘날에 중국의 약 92%를 차지하는 민족인 한족 역시 이 왕조의 이름에서 유래했다.
한나라는 중앙 정부가 직접 통치한 군과 몇 개 제후국으로 나뉘어 있었다. 제후국은 서서히, 특히 오초칠국의 난으로 말미암아 그들 자치권을 잃었다. 기원전 200년 유라시아 초원지대 동쪽지역에서 활동하던 흉노족이 한나라 군대와 싸워서 승리했다. 전쟁에서 패배한 한나라는 전쟁보상금을 지불하고 명목상 공주가 예물을 가지고 흉노 선우와 결혼하는 형태의 동맹조약을 맺었다. 그러나 조약을 맺었음에도, 흉노족은 한나라의 국경을 계속 침입했고, 무제(재위: 기원전 141년 ~ 기원전 87년)는 전방위로 흉노를 압박하며 전쟁을 시작했다. 약 30년간 전쟁으로 흉노는 크게 패하여 급속히 피폐해졌고, 한무제가 대외원정을 위해 개정한 법안을 악용하여 대토지를 소유하기 시작한 호족들에 의해 한나라는 땅을 잃고 가난에 시달리는 백성들이 생겨났다. 이 전쟁으로 인해 흉노족은 외몽골 북쪽으로 밀려났다. 그후에 흉노는 내부 분열이 일어나 남흉노와 북흉노로 갈라졌고, 흉노의 지배를 받던 선비족과 오환족이 독립하여 남흉노와 함께 한나라에 책봉을 받고 조공하는 위치가 되었다. 89년에는 한나라가 남흉노와 선비족 병력을 이끌고 북흉노를 공격하여 멸망시켰다.
92년 이후, 환관들의 정치 개입이 점점 심해졌고, 외척 세력과 황태후와의 권력 다툼 등으로 인해 결국 한은 몰락의 길을 걷게 되었다. 또한 왕조는 황건의 난과 오두미도의 난 등을 선동한 도교의 등장에 의해 위협받게 되었다. 후한 영제 (재위 168년 - 189년)의 죽은 후 환관들은 군인들에 의해 학살을 당하고 이후 귀족들과 장군들이 군주가 되어 국가를 나누어 가졌다. 위왕 조비가 후한 헌제의 황위를 빼앗음으로써 한나라는 멸망하게 되었다. 이후 한나라 황족인 유비가 한소열제로서 221년 한중과 파촉 지역에서 촉한을 세우나 이 또한 263년 멸망하여 470여년간의 한나라의 치세가 끝난다.
한나라는 경제적으로 큰 발전을 한 시대였으며, 주나라때 처음 만들어진 화폐제도가 크게 발전을 했다. 기원전 119년 중앙 정부의 조폐국에 의해 발표된 화폐 제도는 당나라때까지 유지되었다. 전쟁에 쓸 비용과 새로 얻은 영토에 사람들을 정착시키기 위해 사용한 돈을 마련하기 위해 정부는 기원전 117년 소금산업과 철기 산업을 국영화했다. 정부의 독점은 후한에 이르러 폐지되었고, 그로 인해 줄어든 수익은 개인 사업가들에게 높은 세금을 매김으로써 다시 올렸다. 황제는 한나라 권력의 중심이 되는 것을 노렸다. 황제는 정부의 회의를 주재했으나, 권력을 귀족과 임명된 장관들과 나누어 가졌다. 무제의 치세기간부터 한나라는 유교를이이 교육과 정치에 도입했고, 동중서와 같은 유학자들을 등용했으며, 향거리선제를 실시했다. 이런 정책은 1911년 청나라가 멸망할 때까지 계속되었다. 또한 한나라 시대에 과학과 기술 역시 큰 발전을 했는데, 종이 제작과 선박의 키, 음수 등이 만들어졌다.
인구는 5천 5백만에 달했으며 농업, 수공업, 상업 등의 비약적인 발전을 이루어 나갔다.

## 역사

### 전한
중국의 첫 번째 통일 왕조는 진나라 (기원전 221년 - 기원전 206년)였다. 진은 전국 시대에 정복을 통해 통일을 이룩했으나, 첫번 째 황제인 진 시황제가 죽은 뒤 불안정한 상태가 되었다. 그 후, 4년 동안 진왕조는 반란에 의해 무너지게 되었다. 두명의 반란 주동자였던 초의 항우와 한의 유방은 18개의 제후국으로 갈라져 있던 중국의 패권을 잡기 위해 전쟁을 했다. 비록 항우가 지휘관으로서 더 뛰어난 면모를 보였으나, 유방은 현재의 안후이 성근방에서 있었던 해하 전투에서 항우를 물리쳤다. 유방은 신하들의 권유로 황제의 자리에 올랐다. 장안이 통일된 왕조의 새로운 수도가 되었다.
전한 초기에는 서쪽지방은 수도를 포함하여 정부가 직접 통치하는 13개의 군으로 되어 있었고, 동쪽 지역은 10개의 제후국으로 이루어져 있었다. 초나라와의 전쟁을 도운 신하들을 달래기 위해 전한 고조는 그들을 왕으로 임명하고 봉토를 하사했다. 그러나 기원전 157년까지 한나라는 모든 제후왕을 유씨일족으로 바꿔 버렸다. 몇몇 반란들 - 가장 컸던 반란은 기원전 154년의 오초칠국의 난 - 이 일어난 이후, 한나라는 기원전 145년 이후 제후국의 크기와 군사력을 제한하는 새로운 법을 만들었고, 제후국들을 더 작게 나누거나 새로운 군으로 만들었다. 왕들은 더 이상 그들의 신하를 임명할 수 없었고, 오직 황제만이 임명할 수 있었다. 왕들은 그들의 영지의 이름뿐인 지배자였고, 세금의 일부만을 그들의 개인 수익으로 가질 수 있었다. 제후국 제도는 완전히 폐지되지는 않고 후한 때까지 이어졌다.
중국 대륙의 북쪽에서는 유목민족인 흉노족의 지도자였던 묵돌 선우(재위 기원전 209년 - 기원전 174년)가 유라시아 초원의 동쪽지역의 민족들을 차례차례 정복하고 있었다. 그의 통치기 말에 그는 만주와 몽골고원, 타림 분지 등을 지배했고, 사마르칸트 동쪽의 20개 이상의 지방을 예속 하에 두었다. 고조는 북쪽 국경을 통해 흉노와 거래되던 막대한 양의 한나라산 철제 무기를 걱정했고, 결국 무역 금지 조치를 내렸다. 비록 무역 금지 조치가 내려졌지만, 흉노족은 그들에게 몰래 무기를 팔 상인을 찾았다. 이에 기원전 121년, 전한 무제는 흉노족과 무기 밀매를 계속해온 상인 500여명을 처형할 것을 명하기도 했다. 또한 한나라는 국경지대에서 무역을 하던 흉노족을 공격했다. 그에 대한 보복으로, 흉노족은 기원전 200년에 지금의 산시성 지방을 침입했고 백등산 전투에서 승리를 거두었다. 기원전 198년에 흉노와 한은 화친조약을 맺었고, 흉노의 지도자와 한의 황제는 결혼을 통해 동맹관계가 되었으나, 실제로 비단옷이나 음식 등의 공물을 흉노에게 바쳐야 했다.
비록 노상 선우(재위 기원전 174년 - 기원전 160년)와 전한 문제(재위 기원전 180년 - 기원전 157년)사이의 화친조약으로 무역시장은 다시 열렸으나, 많은 흉노족들은 조약을 무시하고 주기적으로 만리장성 남쪽의 한족 영토에 침입했다. 전한 무제는 이에 기원전 135년 회의를 열었으나, 신하들의 의견은 화친을 이어가는 것이었고, 무제는 이를 받아들였다. 그러나 다음해에 회의에서는 마읍에서의 매복 작전으로 선우를 암살하고 흉노족들을 물리칠 계획을 세웠다. 기원전 133년 마읍에서의 매복 작전이 실패한 후, 무제는 흉노의 영토에 대규모의 병력을 이끌고 공격했다. 한나라 군대는 흉노의 요새를 차례로 점령해나갔고, 지배를 강화하기 위해 농업을 만들었다. 기원전 119년 한나라의 지휘관이었던 곽거병과 위청이 전투에서 승리해 흉노족들을 고비 사막 북쪽으로 쫓아내고 전쟁은 끝이 났다.
무제의 통치기 이후에도 한나라 군대는 흉노를 상대로 계속해서 승리를 거두었다. 결국 기원전 51년, 호한야 선우(재위 기원전 58년 - 기원전 31년)가 한나라에 항복하고 속국이 되었다. 그와 왕권을 놓고 다퉜던 질지 선우(재위 기원전 56년 - 기원전 36년)는 현재 카자흐스탄의 타라즈지역에서 벌어진 질지 공성전에서 살해당했다.
기원전 121년, 한나라 군대는 흉노족을 하서주랑을 건너 뤄부포호 지역까지 쫓아냈다. 또한 기원전 111년에 흉노족과 창족의 연합군이 북서쪽 지역에 침입하자 이를 물리쳤다. 그해에 한나라 정부는 그 지역에 4개의 군(주천군, 장액군, 돈황군, 무위군)을 새로 만들었다. 국경지역의 대부분의 주민은 군인들이었다. 가끔씩 정부는 농부들을 국경지역의 정착지로 강제이주 시켰고, 또한 국가소속 노비들과 죄수들을 노역을 시키기 위해 보냈다. 또한 정부는 농민이나 상인, 지주, 고용된 노동자 등의 평민들이 자발적으로 이주하도록 권장했다.
기원전 139년부터 기원전 125년까지 행해진 외교관 장건의 탐험으로 한나라는 많은 이웃 국가들과 접촉을 했다. 장건은 대완, 강거, 대하 (박트리아, 전에는 그리스-박트리아 왕국) 등과 접촉했다 이것은 로마 제국까지 연결된 실크로드의 기초가 되었고, 로마에 비단과 같은 한나라의 상품들을 수출하고 유리제품과 같은 로마의 상품들을 수입해왔다. 기원전 60년 서역으로부터 공격에서 로마와의 실크로드 무역을 지키기 위해 서역도호부를 설치했다. 기원전 111년 남월국을 정복함으로써 한나라는 광둥, 광시, 베트남 북쪽지역까지 세력을 확장했다. 기원전 109년에는 뎬국을 정복했고, 기원전 108년에는 현도군과 낙랑군을 설치했다. 2년에 전국적인 인구 조사가 행해졌고, 12,366,470 가구에 57,671,400 명의 인구가 살고 있는 것으로 나타났다.
전쟁에 필요한 자금을 대기 위해 무제는 몇몇 사업을 국유화했다. 그가 독점한 것들에는 동전뿐만 아니라 소금, 철, 술 등이 있었다. 술의 독점은 기원전 98년에서 기원전 81년까지 지속되고 끝났지만, 소금과 철의 독점은 후한 초기가 되어서야 폐지되었다. 동전의 제조 독점은 한 왕조가 끝날 때까지 지속되었다. 정부의 독점은 개혁적 정치를 펼치는 파벌들이 정권에 영향력을 얻고 나서야 폐지가 되었다. 개혁주의자들은 무제의 치세기간과 그 뒤를 이은 곽광의 섭정기간동안 정권을 잡기 위해 보수주의자들과 싸웠다. 보수주의자들은 민간사업에 개입해서 얻는 많은 수익을 바탕으로 외국에 공격적인 태도를 보이길 주장했다. 그러나 개혁주의자들이 정권을 잡은 후 정책을 바꿔 외국을 상대로 신중한 자세를 취하고 예산을 줄였으며 사업가들에게 부과한 세금을 낮췄다!

### 왕망의 치세기
효원황후는 원제와 성제, 애제의 치세기에 걸쳐 태황태후까지 올랐다. 그동안 그녀의 친척들이 섭정에 올랐다. 애제가 죽은 후 효원황후의 조카였던 왕망이 평제의 섭정에 올랐다. 6년에 평제가 죽자 태황태후는 나이가 어렸던 유영을 대신해 왕망이 황제의 역할을 하도록 임명했다. 왕망은 유영이 성년이 되면 권력을 물려주겠다고 약속했다. 그러나 약속에도 불구하고, 왕망은 자신이 왕위에 오르는 것이 천명임을 주장하며 반란을 일으켜 신나라(9년 - 23년)를 건국했다.
왕망은 몇 개의 개혁정책을 내놓았으나 결국 실패로 돌아갔다. 이런 개혁정책에는 노비제 폐지, 토지의 국유화, 새로운 화폐제 등이 있었다. 비록 이러한 정책들에 많은 반대의견들도 있었으나, 결정적인 실패 원인은 3년과 11년에 있었던 대홍수였다. 황하에서 서서히 쌓인 토사로 인해 수위가 점점 높아졌고 결국 홍수로 이어졌다. 황하는 두개의 새로운 가지로 갈라졌는데, 하나는 북쪽으로, 그리고 하나는 산둥반도의 남쪽으로 갈라졌고, 한나라 기술자들은 70년이 돼서야 남쪽에 댐을 완성했다. 홍수로 인해 수천가구의 농가가 사라졌는데 그들중 대다수가 도적단이 되거나 적미의 난과 같은 반란에 참여했다. 왕망의 군대는 이렇게 거대해진 반란군들을 진압할 능력이 없었다. 결국 반란군들은 미앙궁까지 진군했고 왕망을 살해했다.
광무제(재위 25년 - 57년)는 23년 곤양에서 왕망군을 크게 무찌른 후에 경시제를 황제로 옹립했다. 경제의 자손이었던 경시제는 한나라를 되살리려고 했고 장안을 수도로 삼았다. 그러나 그 역시 적미의 난에 의해 암살당하고, 반란군들은 유분자를 황제로 내세웠다. 그리고 적미의 난은 호족들에 의해 진압되었다. 광무제의 치세기간 동안 한나라는 재건되었다. 광무제는 25년에 낙양을 새로운 수도로 정했고, 27년 장군이었던 등우와 풍이에게 명하여 적미군을 물리치게 하고 그 우두머리를 반역죄로 처단했다. 26년부터 36년까지, 광무제는 황제임을 자처하는 다른 지역의 군주들과 전쟁을 벌여야 했고, 이들을 모두 물리친 후에야 한나라는 다시 통합될 수 있었다.
한나라의 건국부터 왕망의 치세기까지가 서한, 혹은 전한으로 알려져 있다. 이 기간 동안 한나라의 수도는 장안(현재의 시안시)이었다. 광무제의 치세기간부터 한나라의 수도는 동쪽의 낙양으로 바뀌었다. 광무제의 재위기간부터 한나라의 멸망까지가 동한, 혹은 후한이라고 불린다.

### 후한
왕망 재위 동안 많은 반란이 일어났는데 고구려의 한사군 침략을 저지할 수 없었고, 30년에 이르러서야 겨우 한사군에 대한 지배권을 다시 확립할 수 있었다. 40년에는 베트남의 쯩 자매가 한나라에 대항해 반란을 일으켰다. 42년부터 43년까지 전쟁에서 쯩 자매의 반란을 한나라의 장군 마원이 저지했다. 왕망은 흉노족에 대한 강한 적개심을 드러냈고, 이후 50년에 남흉노가 한나라에 협력할 때까지 관계가 좋지 않았다. 이로 말미암아 흉노족은 한나라와 동맹을 맺은 남흉노와 한나라와 적대관계인 북흉노로 갈라졌다.
왕망 재위 동안 한나라는 타림분지에 대한 지배권을 잃었고, 이후 타림분지는 63년 북흉노가 정복해서 하서주랑을 침입할 때 사용한 기지가 되었다. 한나라 군대는 73년, 하미지역에서 흉노족을 물리친 뒤 흉노족을 투루판에서 쫓아내고 바리쿤호까지 추격한 후 하미 지역에 수비대를 배치했다. 그러나 75년 카라샤르와 쿠처에 주둔하고 있던 흉노족 군대에 의해 수비대의 대장이 살해당하고 난 후 하미의 수비대는 철수했다. 89년 한나라 장수 두헌이 흉노족을 물리쳐 북흉노는 알타이산맥으로 후퇴했다. 91년 흉노족이 일리강(이리강) 너머로 달아난 후, 유목민족이었던 선비족이 부여의 국경근처에서부터 오손족이 살고 있던 이리강 지역까지를 점령했다. 한때는 한군을 물리칠 정도로 강세를 보였으나 이후 몰락했다.
한나라의 장군인 반초는 카스 시와 그 동맹이었던 소그디아나를 공격하기 위해 현재 인도와 파키스탄, 아프가니스탄, 타지키스탄 지역을 통치하고 있던 쿠샨 제국에 원군을 요청했으나 실패하였다. 90년, 한나라와 결혼을 통한 동맹을 맺길 원했던 비마 카드피세스의 요청이 거절당해 그는 반초를 공격하기 위해 와한 지역에 군대를 보냈다. 그러나 쿠샨은 물자의 부족으로 곧 후퇴했다. 91년 반초는 서역지방에 파견되었다.
쿠샨 제국 뿐 아니라 한나라는 파르티아, 현재 미얀마지역의 왕, 왜국의 통치자 등에게도 조공을 받았고, 또한 97년에 감영을 사신으로 보내 로마 제국과의 관계를 맺고자 했다. 166년 마르쿠스 아우렐리우스황제가 보낸 사절단이 환제에게 도착했다고 후한서에 기록되어 있으나 단순히 상인들이었다고 주장하는 시각도 있다. 또한 많은 여행자들이 후한에 왔는데 이들 중에는 간다라의 지루가참이나 파르티아의 안세고와 같이 불교를 전파하러 온 승려들도 있었다.
장제 이후 황제의 치세 동안 환관들은 외척을 상대로 권력다툼에 개입하기 시작했다. 화제는 환관 정중의 도움을 받아 장덕황후를 가택에 가두었고, 외척을 몰아냈다. 이것은 장덕황후가 장제의 어머니였던 공회황후를 제거하고 이를 숨긴 것에 대한 복수였다. 화제가 죽은 뒤 그의 아내였던 화희황후는 경제위기와 107년부터 118년까지 지속된 창족의 반란을 막기 위해 섭정을 시작했다.
화희황후가 죽은 뒤, 환관들은 화희황후와 그의 가족들이 반역을 꾀했다고 안제에게 말했다. 안제는 화희황후의 가문 사람들을 요직에서 내쫓고 망명을 보낸 뒤 다수에게 자살을 하도록 명했다. 안제가 죽은 뒤, 그의 비였던 안사황후는 정권을 잡기 위해 어린 소제를 황제의 자리에 앉혔다. 그러나 환관 손정은 소제를 밀어내고 순제를 황제로 만들었다. 안사황후는 가택에 감금되었고, 그녀의 친척들은 살해당하거나 유배되었으며, 그녀와 동맹을 맺었던 환관들은 모두 살해당했다. 순제의 비였던 순열황후의 오빠였던 섭정 양기는 엄청난 권력을 누렸으나 결국 환제의 환관들에 의해 목숨을 잃었다.
태학의 학생들은 환관들에 대항하여 많은 시위를 했다. 또한 그 당시 환제는 무리한 토목공사를 벌이고 경제 위기상황에도 불구 많은 후궁들을 들이면서 관료들을 멀리하고 환관들을 가까이 했다. 결국 환관들은 관료들과 태학 학생들을 반역죄로 몰아 감금했다. 167년, 대장군 두무는 사위였던 환제를 설득해 관료들을 풀어주도록 설득했다. 그러나 환제는 이응을 비롯한 많은 관료들을 영원히 관직에 나오지 못하게 명했고 이것이 당고의 옥의 시작이었다.
환제가 죽은 뒤 두무와 진번은 후람과 조절 등을 상대로 쿠데타를 일으켰다. 그러자 환관들은 환사황후와 진번을 가택에 감금했다. 환관들의 편이었던 한나라 장수 장환은 두무와 전투를 벌였다. 결국 두무는 패배하고 살해당했다.
영제의 재위기간 동안 환관들의 권력은 더욱 더 커졌다. 대부분의 정치는 환관인 조충과 장양이 맡았고, 영제는 후궁들과 놀면서 군사행렬을 보며 세월을 보냈다.
당고의 옥은 184년 황건의 난과 오두미도의 난이 일어나자 끝났는데, 이는 관료들이 이런 난에 참여해서 정부를 상대로 싸우는 것을 환관들이 원하지 않았기 때문이다. 황건의 난과 오두미도의 난은 모두 도교와 관련 있는 반란이었는데, 그 리더는 각각 장각과 장로였다. 현재 쓰촨 성의 북쪽 지역에 자리 잡고 있던 오두미도는 215년이 돼서야 겨우 진압되었다. 황건의 난은 수년 안에 한나라 군에 의해 진압되었지만, 그 후 수십 년 동안 작은 봉기가 계속되었다. 비록 황건의 난이 진압되었지만, 장군들은 자신의 군사들을 해체하지 않고 왕조의 영향권 밖에서 힘을 모으기 시작했다.
영제의 비였던 영사황후의 오빠인 하진은 원소와 함께 환관들을 상대로 반란을 일으킬 음모를 꾸몄다. 그리고 영사황후에게 환관들을 살해하자고 편지를 보냈다. 잠시 생각한 후에 영사황후는 이에 동의했다. 그러나 환관들은 이를 알아차린 후, 하묘에게 일을 망치도록 명했다. 189년 하진이 환관들에 의해 암살당했다. 그러자 원소는 동생 원술과 함께 궁궐을 포위했다. 결국 궁궐은 함락되고 환관 2,000여명이 살해당했다. 장양은 즉시 소제와 유협(후에 헌제가 됨)을 데리고 도망쳤다. 그러나 원씨 형제에게 추격당하자 결국 장양은 황하에 몸을 던져 자살했다.
황제와 그 동생이 시골에서 방랑하고 있던 것을 동탁이 발견했다. 그는 황제를 데리고 낙양으로 돌아와 정권을 잡았고, 원소는 그를 피해 도망쳤다. 동탁이 소제를 밀어내고 헌제를 황제의 자리에 앉히고 또한 소제를 암살하자, 원소는 반 동탁 연합을 조직해 그에 대항했고, 결국 동탁은 191년 5월에 낙양에 불을 지르고 장안으로 도망쳐 그곳을 새 수도로 삼았다.
동탁은 192년, 왕윤의 계획에 의해 양자였던 여포에게 암살당했다. 헌제는 195년 장안에서 낙양으로 도망쳤다. 그리고 196년, 조조의 설득에 따라 헌제는 수도를 허창으로 옮겼다.
원소는 황제를 얻기 위해 조조와 전쟁을 했다. 그러나 200년 관도 대전에서 조조가 원소를 크게 이긴 후, 원소의 세력은 크게 줄어들었다. 원소가 죽은 후, 조조는 형제들과 후계자 다툼을 하던 원소의 아들 원담을 살해했다. 207년 공손강은 원상과 원희를 살해한 후 그 목을 조조에게 보냈다.
208년 조조가 적벽 대전에서 패배한 후, 중국은 3개의 나라로 갈라졌고, 조조는 북쪽을, 손권은 동쪽, 유비는 서쪽을 각각 지배했다. 220년 3월 조조가 사망했다. 그해 12월, 조조의 아들 조비는 헌제에게 황제의 자리를 내놓게 했고 결국 위 문제가 되었다. 이로써 한나라는 멸망하게 되었다. 전쟁에서 두각을 나타내지는 못하였으나 유학자들은 이 시기 계속 세력을 키우고 있었고 진서에 의하면 결국 유학자들이 권력을 잡아 권력자들이 무장하는 관습이 사라졌다고 한다.

### 촉한
경제의 후손인 유비가 세운 한나라이나 삼국중 하나로, 천하통일을 하지 못하였다. 사실상 위나라의 세력이 더 컸다.
제 2대 황제 유선 때인 263년에 멸망한다.

## 같이 보기
- 한나라 역대황제 계보도
- 한나라 황제 가계도
- 초야권
- 전한
- 후한
- 신나라
- 한족
- 촉한